# Joakim Nyström (konstnär)
Sten Joakim Anders Hulkén Nyström, född 14 juli 1986 i Uppsala, är en svensk installationskonstnär.
Nyström studerade vid Uppsala universitet och Linköpings universitet 2010–2016. Han har fokuserat på kommunikation kring modern konst och beskriver sig själv som konstkommunikatör.
Senaste åren har han utmärkt sig som en inlinesåkare på ultra-maratonnivå med mål att nå "Gotland runt" 2025.

## Verk i urval
- Kanot i Tiden (Uppsala, Ägirs kanotsällskap ca 2000). Kanvas: Kajak[3]
- Skogen Inom Oss (Uppsala, It-G 2005) Kanvas: Multimedial sammansatt bildsekvens med tillhörande ljud
- Ett ingenjörsliv (Uppsala, Sunnersta, 2018, pågående) Kanvas: Multidimensionell
- Ekhjärta (Sunnersta)[4] som skapade viss kontrovers då det av allmänheten ansågs hålla låg kvalité.[5]